# تامی ساموئلسون
تامی ساموئلسون (انگلیسی: Tommy Samuelsson؛ زادهٔ ۱۲ ژانویهٔ ۱۹۶۰) بازیکن هاکی روی یخ اهل سوئد است.